# Загальноосвітня школа № 10 імені В. Г. Короленка
Ліцей № 10 імені В. Г. Короленка Полтавської міської ради — ліцей в Полтаві.

## Історія
Відкрито навчальний заклад 20 серпня 1920 року. Антон Семенович Макаренко був першим директором 10-ї тоді трудової школи. Школа була відкрита в приміщенні Селянського поземельного банку на розі вулиць Жовтневої та Рози Люксембург. Через три місяці А. С. Макаренко очолив дитячу трудову колонію для неповнолітніх. Завідувачкою 10-ї школи було призначено Євгенію Василівну Люльєву.
Згодом школа перебралася в житловий будинок по вулиці Гоголя, 24, працювала в приміщеннях по вулицях Луначарського та Жовтневій, 20. Пізніше їй надали будівлю Гоголівської школи по вулиці Пушкіна — сучасне її праве крило. Потім до неї було приєднано будівлю освітнього товариства (Народного дому) імені В. Г. Короленка.
Народний дім імені В. Г. Короленка побудований в 1922–1923 роках за проектом архітектора Аркадія Яковича Лангмана на розі вулиць Пушкіна і Котляревського. Кам'яний, двоповерховий. У рішенні фасадів використані елементи класицистичної архітектури. На розі будинку — чотириколонна ротонда доричного ордеру.
Спочатку Народний дім призначався для літераторів і вчених, але став школою. На фасаді — меморіальні таблички Лялі Убийвовк і В. М. Челомею.

Таблички на будівлі ліцею
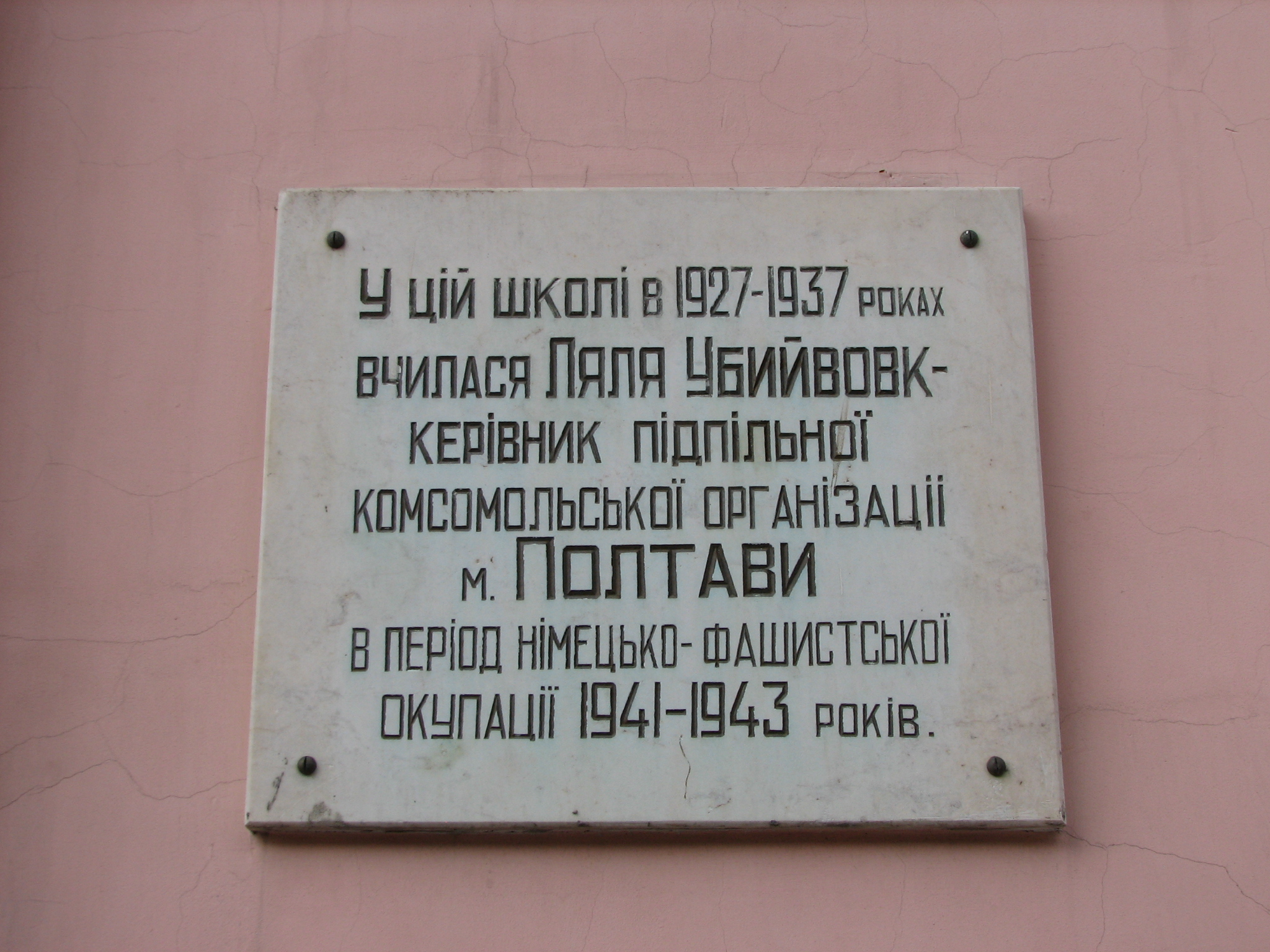
Лялі Убийвовк
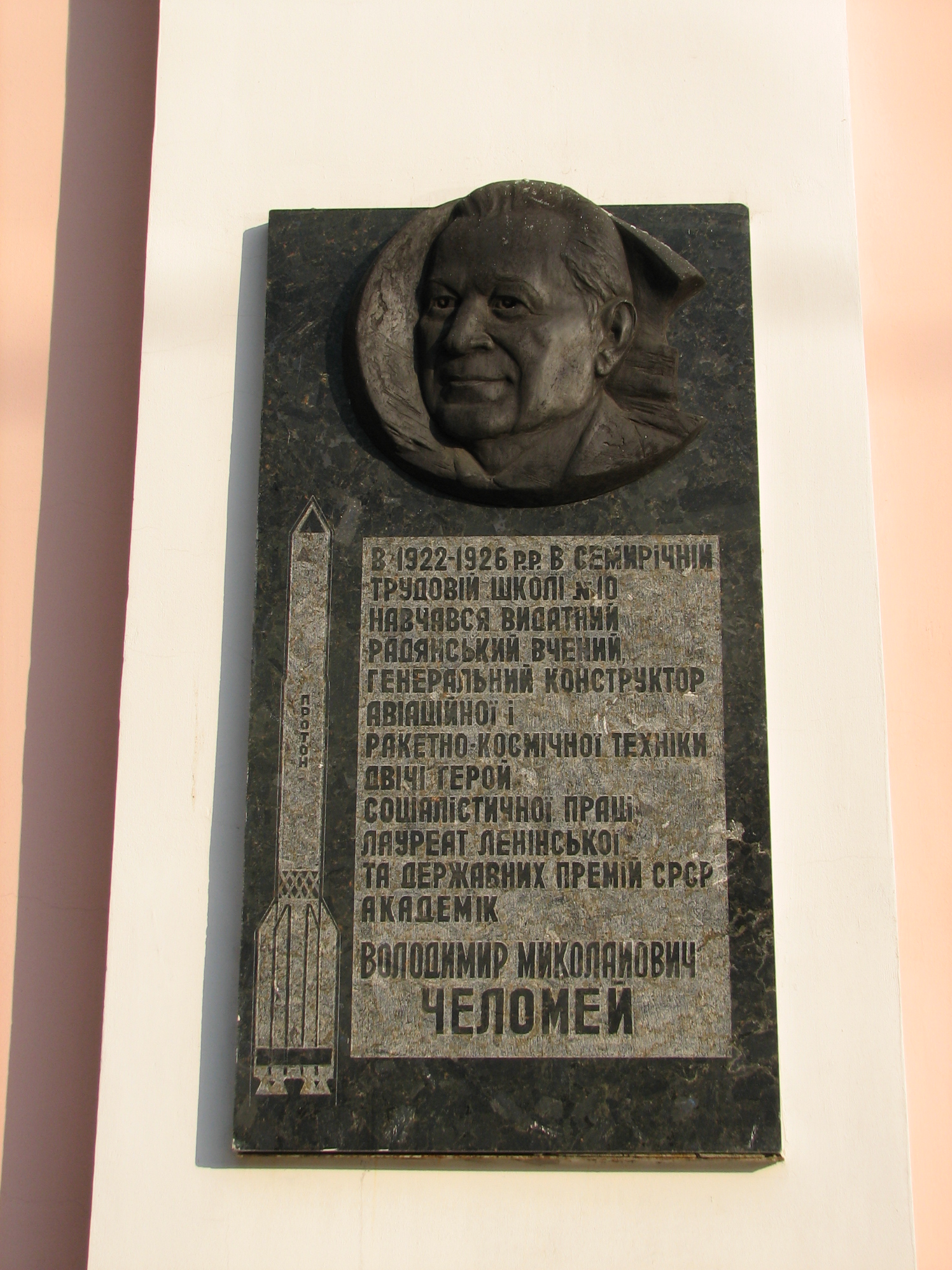
В.М.Челомею
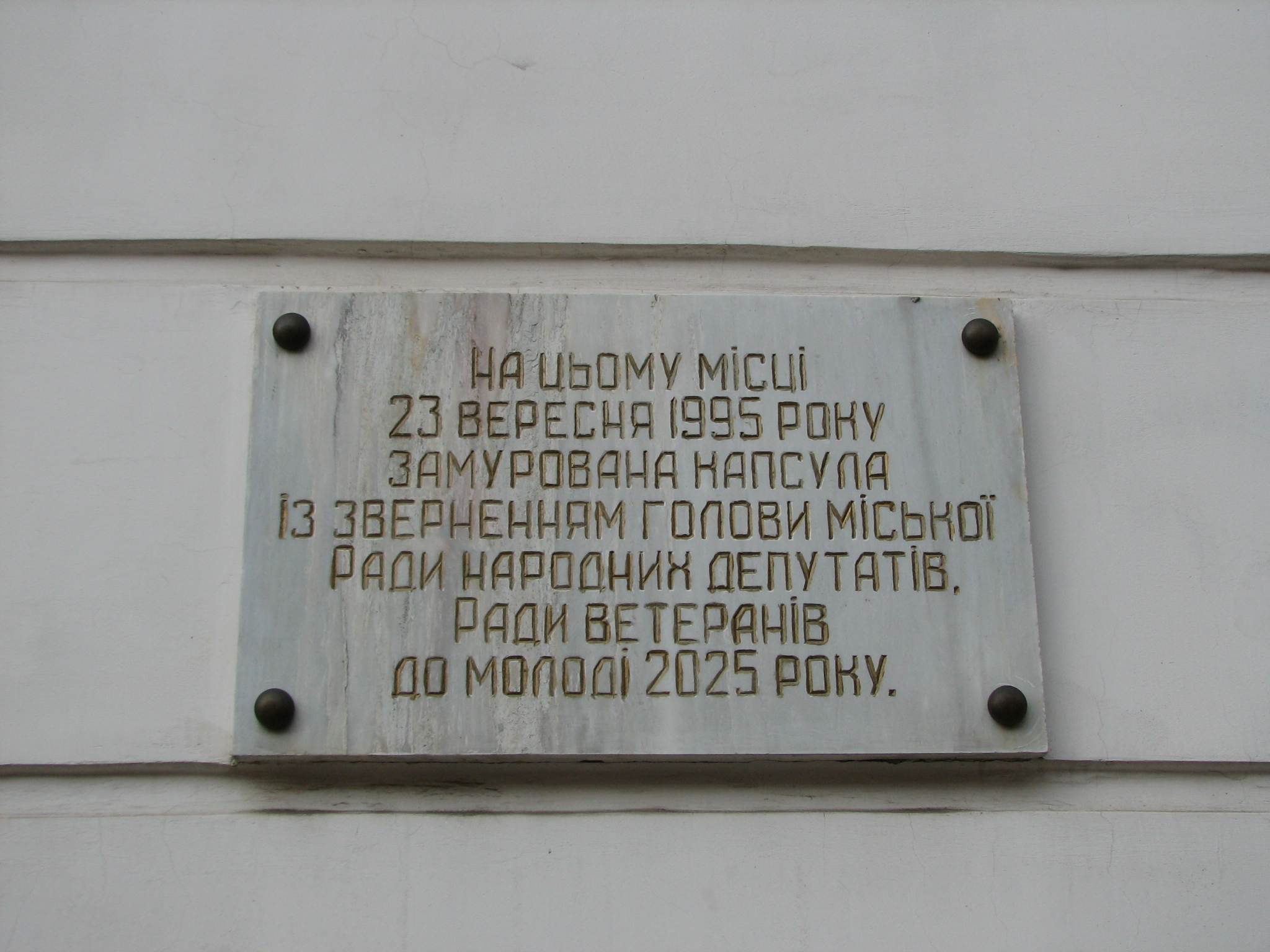
Звернення ветеранів

У 1995 році в стіну будинку закладено капсулу із зверненням до нащадків ветеранів Великої Вітчизняної війни 1941–1945 років. Розташований на вулиці Юліана Матвійчука, 20/23. 

### 1920—1950
У 1935 році школа 7-річка стала 10-річкою. З 1946 року школа носить ім'я російського письменника В. Г. Короленка. З 1947 по 1954 рік школа була жіночою, а з 1954 року — стала й чоловічою. У 1959-62 роках йшло будівництво нового корпусу школи. У цей час школа була трудовою, політехнічною.
Рівень викладацького складу був настільки високим, що вперше в місті на базі школи відкрили методичний кабінет. 

### 1950—1980
У селі Ковалівка діяв табір праці і відпочинку радгоспу імені А. С. Макаренка. Школа співпрацювала з деревообробним комбінатом тресту «Полтавасільбуд» і телефонно-телеграфною станцією, на яких старшокласники отримували професійну підготовку. На випускних вечорах учням вручали посвідчення столяра, телеграфіста, телефоніста та оператора зв'язку.
8 травня 1965 року Лялі Убийвовк присвоєно звання Героя Радянського Союзу. Тоді ж було розпочато створення експозиції, присвяченої героїні, в класі, де вона навчалася у 1927-37 роках.
28 жовтня 1967 року відбулося урочисте відкриття монументу «Нескореним полтавчанам».

### 1980—2010
1982 рік — 60-річчя утворення СРСР. У школі проведено міжреспубліканський фестиваль «П'ятнадцять республік — п'ятнадцять сестер».
1988 рік — до 100-річчя з дня народження А. С. Макаренка відкрито присвячену йому експозицію. В 2013 році, до його 125-річчя, вітальня була оновлена.
В 2003 році відкрито клас-вітальню Володимира Короленка. Поповнюючи сторінки історії школи, підтримуючи традиції, створено клас-вітальню В. М. Челомея. В 2013 році створено експозиції, присвячені М. Й. Кривошеєву, О. П. Ківі й А. М. Роговцевій.
У 2024 році навчальний заклад отримав статус ліцею.

## Відомі учні та випускники
- Володимир Миколайович Челомей — Головний конструктор Об'єднаного конструкторського бюро ракетобудування, будівництва космічної та авіаційної техніки, двічі Герой Соціалістичної Праці.
- Олена Костянтинівна Убийвовк — керівник підпільної комсомольської організації «Нескорена полтавчанка» в період німецько-фашистської окупації Полтави в 1941—1943 роках, Герой Радянського Союзу.
- Рождественський Всеволод Петрович — композитор, головний диригент Київського драматичного театру імені Івана Франка.
- Кривошеєв Марк Йосипович — основоположник сучасного телебачення, доктор технічних наук, академік, Почесний зв'язківець України.
- Роговцева Ада Миколаївна — актриса театру і кіно, народна артистка СРСР, народна артистка України, Герой України.
- Ківа Олег Пилипович — композитор, народний артист України, Заслужений діяч мистецтв України, лауреат премії імені Миколи Лисенка.

У закладі навчалися внучка В. Г. Короленка Софія Ляхович і його правнучка Олена Іванова.

## Директори
- З 1932 року — М. С. Сенченко.
- З 1935 — Л. Н. Юхновський.
- З 1936 — С. П. Скляр.
- З 1938 — Ф. О. Шостак.
- З 1943 — О. А. Репринцева.
- З 1947 — П. Ф. Рудяга.
- З 1955 — М. Є. Мілявський.
- У 1970 — А. М. Ліпатова.
- З 1971 — Р. П. Кусайло.
- З 1975 — М. Б. Захарова.
- З 1979 — Л. П. Гладка.
- З 1994  - А. В. Ширай.
- З 2024 року директор ліцею - Ткач Олена Володимирівна.